# العقيدة السنوسية الصغرى (أم البراهين)
أم البراهين أو العقيدة السنوسية الصغرى كتاب من الكتب الهامة في علم التوحيد للإمام محمد بن يوسف السنوسي (ت. 895هـ)، لخص فيه السنوسي العقيدة على طريقة أبي الحسن الأشعري.

## شروحها
لها شروح كثيرة منها:
- شرح تلميذه محمد بن عمر الملالي التلمساني.
- شرح تلميذه أحمد بن أغادير.
- شرح أبي العباس أحمد بن أقدر الراشدي (ت. 951هـ).
- شرح محمد بن المهدي الدرعي الجرار (ت. 979هـ).
- شرح الحسن بن أحمد الهداجي الدرعي الدراوي (ت. 1006هـ).
- شرح أحمد بابا التمبكتي (ت. 1036هـ).
- شرح محمد المأمون الحفصي.
- شرح أحمد بن محمد المقري صاحب «نفح الطيب» المسمى: إفادة المغرم بتكميل شرح الصغرى.
- شرح محمد بن أبي القاسم بن نصر الفجيجي.
- شرح أبي علي الحسن اليوسي (ت. 1102هـ).
- شرح الحسين بن محمد بن علي بن شرحبيل الدرعي (ت. 1142هـ).
- شرح أحمد بن محمد الرهوني التطواني المسمى: الغنيمة الكبرى بشرح مقدمة السنوسي الصغرى.

### ومن الحواشي عليها
- حاشية أبي الطيب الحسن بن مهدي الزياتي الغماري (ت. 992هـ).
- حاشية أبي العباس أحمد المنجور (ت. 995هـ) المسماة «الحاشية الكبرى على شرح العقيدة الكبرى للسنوسي».
- حاشية علي بن محمد السفياني المعروف بـ «أبي العربي» (ت. 1018هـ).
- حاشية الحسن بن يوسف الزياتي (ت. 1023هـ).
- حاشية أحمد بن علي الشريف العلمي (ت. 1027هـ).
- حاشية عبد الرحمن بن محمد العارف الفاسي (ت. 1036هـ).
- حاشية عيسى بن عبد الرحمن السكتاني (ت. 1062هـ).
- حاشية مصطفى الرماصي.
- حاشية يحيى بن محمد بن أبي البركات الشاوي (ت. 1096هـ) المسماة «توكيد العقد فيما أخذ الله علينا من العهد».
- حاشية الحسين بن محمد السعيد الورتلاني على شرح السكتاني (ت. 1193هـ).

### ومن الحواشي على شروحها
- حاشية عبد الرحمن بن محمد العارف الفاسي (ت 1036هـ) المسماة «الفرائد السنية والفوائد السرية على شرح العقيدة السنوسية».
- حاشية عيسى بن عبد الرحمن السكتاني (ت. 1062هـ).
- حاشية منصور بن القاسم بن الناصر السعدوي.
- حاشية السعدي بن عبد الرحمن الوجهاني.
- حاشية أبي الطيب الحسن بن يوسف الزياتي الفاسي (ت. 1023هـ).
- حاشية أبي عبد الله محمد المامون بن محمد الحفصي المراكشي التونسي (ت. 1037هـ).
- حاشية محمد بن أحمد بن عرفة الدسوقي المالكي (ت. 1230هـ). وضع الإمام الدسوقي على شرح السنوسية حاشية ركز فيها إلى جانب العقيدة على النحو والإعراب والمنطق.

### ومن التعليقات عليها
- تعليق محمد بن عبد القادر التواتي (ت. 1115هـ) المسمى «الهادي الرشيد وحل المقفل الشديد من مسائل كلام التوحيد».
- وتعليق محمد بن أبي القاسم بن ناصر الفجيجي (كان حياً عام 1048هـ).

### ومن التقاييد عليها
- تقييد محمد بن أبي القاسم الفجيجي (كان حياً عام 1048هـ).
- وتقييد أبي عبد الله محمد بن منصور المغراوي.

### ومن التقاييد على شرحها
- تقييد سعيد بن إبراهيم.

### وممن نظمها
- أحمد بن محمد المقري سماه: «إضاءة الدجنة في عقائد أهل السنة».
- ومحمد بن عمر بن إبراهيم الملالي التلمساني (كان حياً عام 897هـ).
- وعبد الرحمن بن عبد القادر الفاسي (ت. 1096هـ).
- وعلي بن محمد الحاج المدرسي (وضع هذا النظم عام 985هـ).
- الشيخ أحمد بامبا في السنغال في منظومة بديعة سماها مواهب القدوس في نظم نثر شيخنا السنوسي (1855 م 1927 م)

### وممن اختصرها
- علي بن سالم بن أحمد بن سعيد النوري (ت 1118هـ).
- عمر عبد الله كامل (ت 1436هـ).